# Gaspard de Prony
Gaspard de Prony (francès: Gaspard-Clair-François-Marie Riche de Prony)  (Chamelet, 22 de juliol de 1755 - Asnières-sur-Seine, 29 de juliol de 1839) fou un matemàtic i físic francès que va ser director de l'École Nationale des Ponts et Chaussées i que és conegut pels seus treballs sobre hidràulica.
El seu cognom familiar era Riche, però ell va utilitzar sempre el del títol que havien adquirit els seus pares: de Prony. El seu cognom apareix inscrit a laTorre Eiffel.

## Biografia
Nasqué a Chamelet a la regió de Beaujolais a França i morí a Asnières-sur-Seine. Va ser Enginyer en cap i director de l'École Nationale des Ponts et Chaussées. El 1791, de Prony endegà la tasca de produir taules logarítmiques i trigonomètriques per al cadastre francès. Aquest esforç era una conseqüència del projecte llançat durant la Revolució francesa d'uniformar els mesuraments.

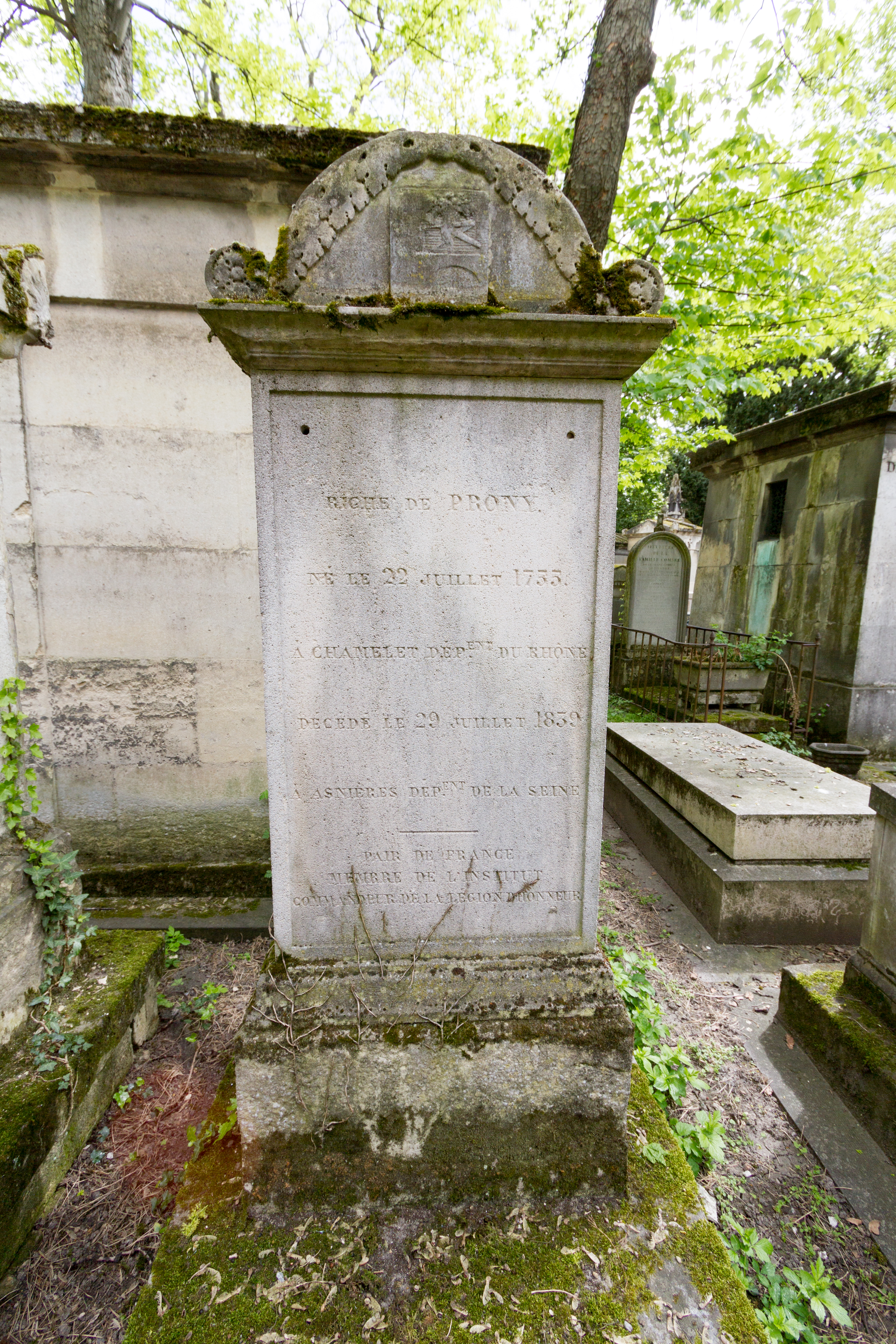
La seva tomba al cementiri del Père-Lachaise.

Inspirat per l'obra d'Adam Smith, de Prony va dividir el treball per a elaborar les taules de logaritmes. A dalt de la jerarquia va situar els científics i els matemàtics i a la base hi havia noranta «computadors» humans que simplement havien de seguir les instruccions. Aquestes taules no es van publicar completament i, malgrat el seu prestigi, no van tenir un ús pràctic. Va col·laborar amb el seu col·lega Pierre Simon Girard en l'edició del Dictionaire des Ponts et Chausées.
El fre de Prony (1821) va ser un dels invents més importants de Prony, aquest aparell mesurava l'actuació de màquines i de motors. També va ser el primer a proposar un pèndol reversible per mesurar la gravetat, el qual va ser inventat el 1817 per Henry Kater.
El seu mètode per a la conversió de corbes sinusoidals i exponencials en un sistema d'equacions lineals s'anomena Mètode de Prony.

## Distincions
Prony va ser membre i finalment president de l'Acadèmia francesa de Ciències. El 1810 va ser elegit membre estranger de la Reial Acadèmia Sueca de Ciències